# Adobe Shockwave
Adobe Shockwave (o simplemente Shockwave) fue un complemento para navegadores web que permitía la reproducción de contenidos interactivos como juegos, presentaciones, aplicaciones de formación, etc, anteriormente llamado Macromedia Shockwave. Su desarrollo fue interrumpido en 2019.
Shockwave Player ejecutaba archivos DCR publicados por el entorno Adobe Director.
A menudo era confundido con el plugin de la misma casa Adobe Flash Player. Esto se debió a la agresiva campaña publicitaria lanzada al final de los noventa. Shockwave fue el primer complemento desarrollado por Macromedia (absorbida después por Adobe) y el que, relativamente, obtuvo menos éxito. En un intento por aumentar su presencia en el mercado y ayudar a promover otros formatos multimedia, todos los reproductores de Macromedia empezaron a utilizar 'Shockwave' en su nombre, como en Shockwave Flash. Esto llevó a que la línea de cada producto se confundiera.
Aunque Flash Player fue por muchos años el reproductor más extendido, popular y sobre el que más se desarrolló, Shockwave mantuvo una fuerte posición por el número de ordenadores donde está instalado. El motor 3D de Shockwave era el líder indiscutible en su mercado, y hacía que este complemento fuera muy popular con un gran número de desarrolladores de juegos en línea y de jugadores. 
Los archivos Flash (SWF) desarrollados principalmente en Adobe Flash podían ser ejecutados en Shockwave, pero no a la inversa. Otras características no incorporadas por Flash incluyeron un motor de render mucho más rápido, junto con aceleración 3D por hardware, acceso directo a pixel en imágenes bitmap, diferentes modos de filtrado para composiciones en capas de los gráficos y soporte para diversos protocolos de red, incluido Internet Relay Chat. Además, a través de los Xtras, los desarrolladores podían ampliar la funcionalidad de Shockwave con aplicaciones hechas a medida.
En julio de 2011, un estudio reveló que Flash Player tenía un 99% de penetración en el mercado de los navegadores de escritorio en los "mercados maduros" (Estados Unidos, Canadá, Reino Unido, Francia, Alemania, Japón, Australia y Nueva Zelanda), mientras que Shockwave Player sólo tenía un 41%.
- Adobe Shockwave Player fue descontinuado el 9 de abril de 2019 y ya no está disponible para la descarga.[2]
- El 31 de diciembre de 2020, Adobe Flash Player sería descontinuado debido a que el lenguaje HTML5 habría evolucionado cumpliendo las funciones que ejecutaba Adobe Flash dejando a este obsoleto e innecesario.